# Sabulodes boarmidaria
Sabulodes boarmidaria är en fjärilsart som beskrevs av Charles Oberthür 1883. Sabulodes boarmidaria ingår i släktet Sabulodes och familjen mätare. Inga underarter finns listade.